# 24 Heures de Daytona
Pour les articles homonymes, voir Daytona.
Les 24 Heures de Daytona (épreuve officiellement dénommée Rolex 24 at Daytona) sont une course d'endurance de voitures de sport qui se tient chaque année depuis 1962 à Daytona Beach en Floride sur le Daytona International Speedway.
L'idée est d'imiter les fameuses 24 Heures du Mans, cependant le type de circuit diffère largement. Les concurrents empruntent un tracé intérieur (infield) ainsi qu'une partie du circuit en « tri-oval » utilisé entre autres par la NASCAR.
Traditionnellement, l'épreuve avait lieu la première semaine de février et donnait le coup d'envoi des Daytona Speedweeks, qui culminent mi-février avec le Daytona 500 de la NASCAR. Depuis 2006, afin d'éviter la concurrence du Super Bowl qui a été retardé d'une semaine, l'épreuve a été avancée à la dernière semaine de janvier. La course est alors la première course de la saison dans le championnat Rolex Sports Car Series, puis dans le championnat United SportsCar Championship qui lui succède en 2014.

## Histoire
Si la première édition des 24 Heures de Daytona s'est tenue en 1966, la création de l'épreuve remonte à 1962 avec l'instauration à Daytona d'une course de trois heures comptant pour le championnat du monde des voitures de sport. En 1964, l'épreuve s'est transformée en une course de 2 000 kilomètres (soit le double du format classique des épreuves d'endurance) durant près d'une douzaine d'heures, avant d'adopter le format de 24 heures à partir de la saison 1966. Ce format perdure encore de nos jours.
L'épreuve de 1972 ne s'est tenue que sur six heures conformément à la volonté de la FIA de réduire la durée des épreuves d'endurance.

## Championnats et réglementations
À l'origine, l'épreuve des 24 Heures de Daytona était incorporée au championnat du monde des voitures de sport et à ce titre, les meilleurs spécialistes mondiaux de l'endurance y participaient. Les 24 Heures de Daytona quitteront le championnat mondial à partir de 1982, la FIA souhaitant pour des raisons de limitation des coûts recentrer le championnat du monde vers les pays européens et sur des épreuves plus courtes.

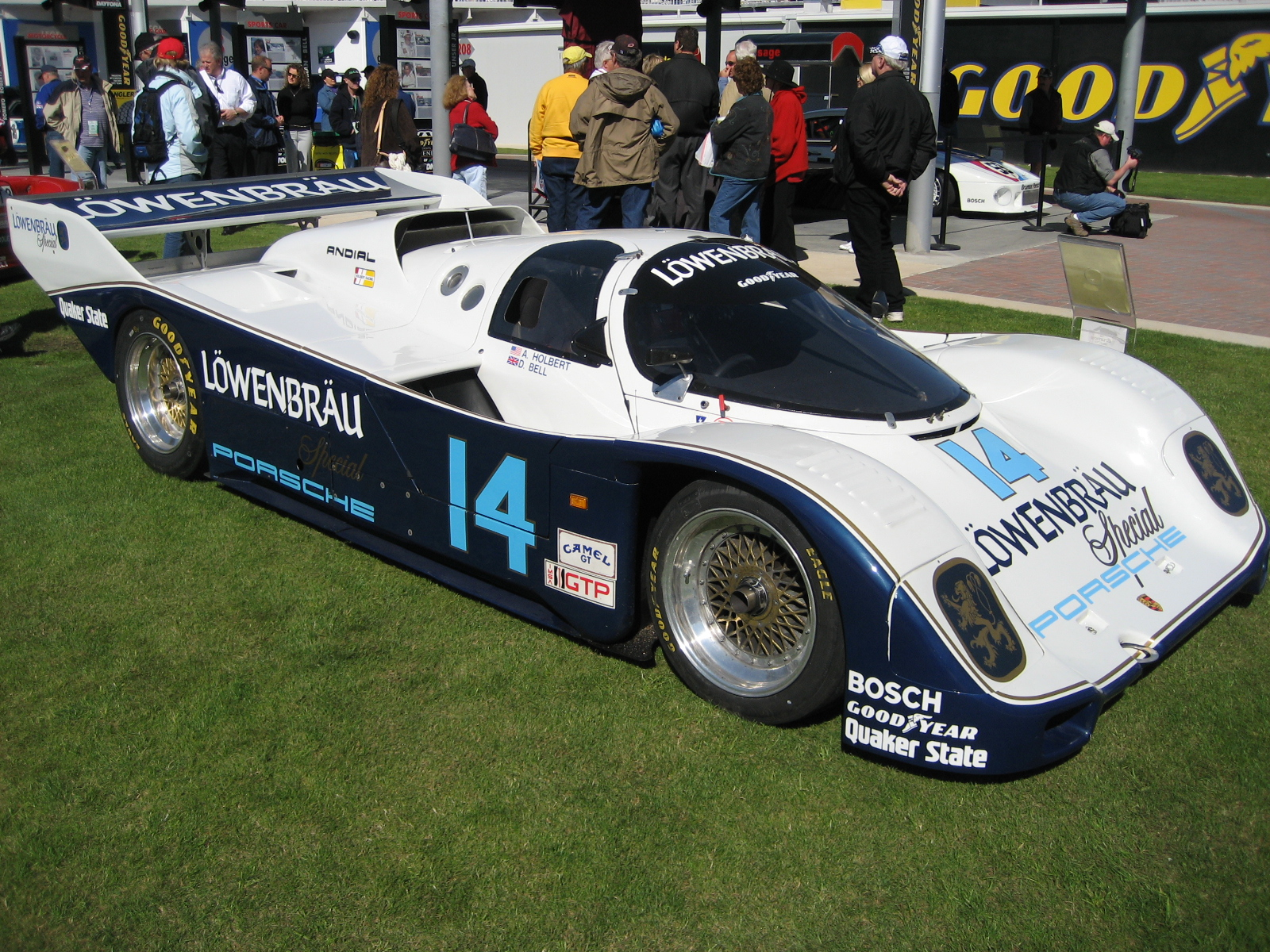
La Porsche 962 du team Lowenbrau-Holbert, victorieuse en 1986 et 1987.

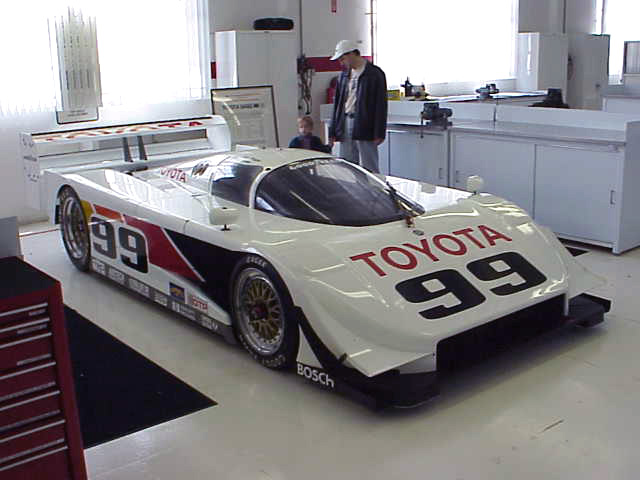
L'Eagle-Toyota GTP victorieuse en 1993

À partir de 1982, l'épreuve compte uniquement pour le championnat IMSA GT, le championnat d'endurance nord-américain. Cela n'empêche pas la présence au départ de voitures et d'équipages de qualité comme en témoigne le palmarès des années 1980, dominé par les spectaculaires voitures de la catégorie GTP (équivalent américain des Groupe C du championnat du monde). Mais dans la première moitié des années 1990, pour des raisons politiques et financières, les principaux constructeurs de GTP (Porsche, Nissan, Jaguar, Toyota) se retirent, contribuant à un brutal affaiblissement du plateau. L'IMSA réagit en créant en 1994 la catégorie World Sports Car destinée aux prototypes découverts (les « barquettes », dont les deux modèles les plus emblématiques sont la Ferrari 333 SP et la Riley & Scott) mais le plateau ne décollera jamais véritablement.

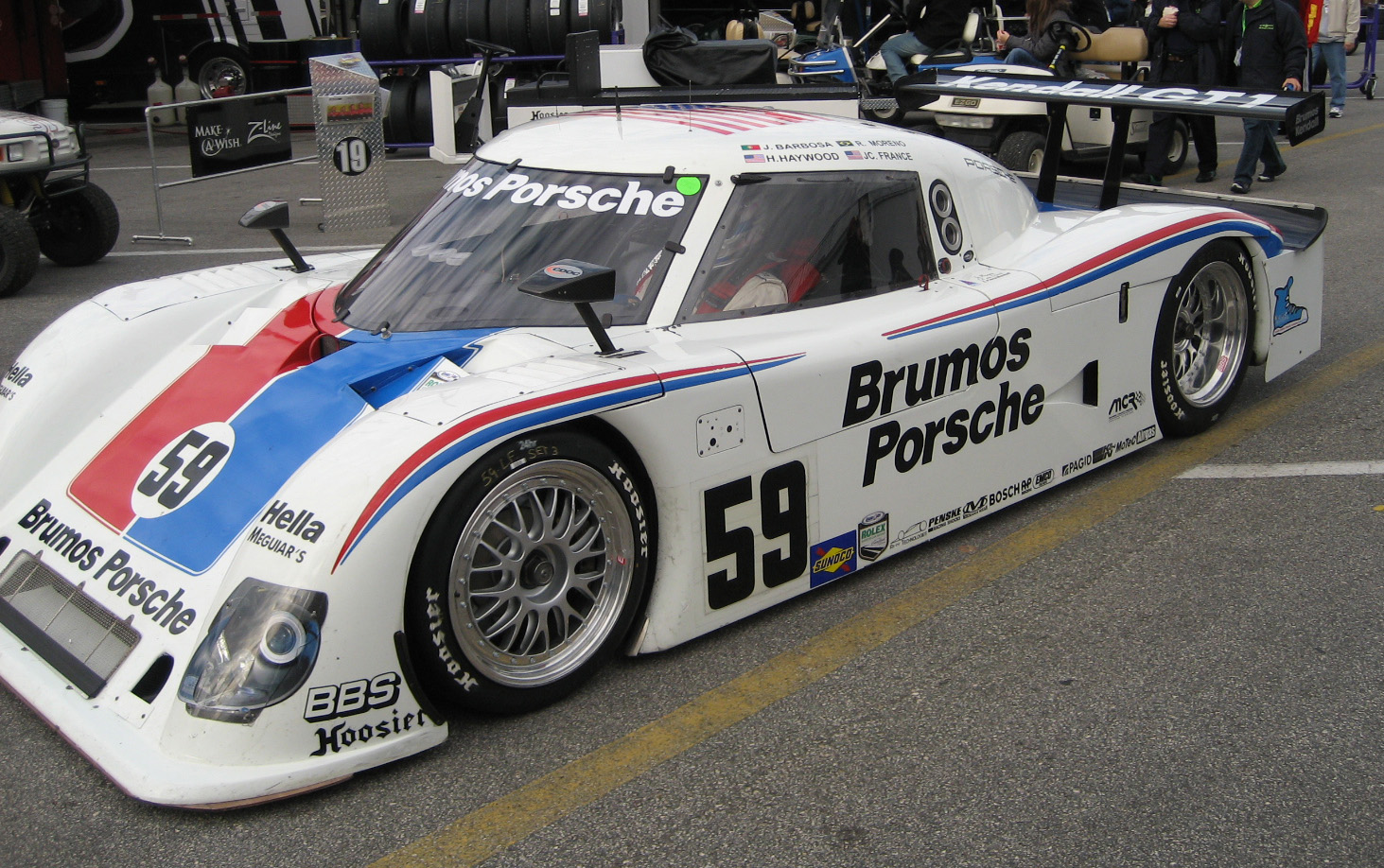
Une Riley à moteur Porsche répondant à la réglementation Daytona-Prototype (2007)

En 1998, les 24 Heures de Daytona quittent le giron de l'IMSA (qui est sur le point de se rapprocher de la réglementation des 24 Heures du Mans) pour intégrer le nouveau championnat United States Road Racing Championship, qui fait la part belle à la philosophie américaine de la course automobile, basée sur une réglementation technique financièrement accessible au plus grand nombre. À la suite de la faillite de l'USRRC, le championnat est repris en 2000 par le Grand American Road Racing Association, une fédération fortement soutenue par la famille France, les propriétaires du circuit de Daytona. Le GARRA (souvent désigné sous le nom de Grand-Am) persiste dans la politique fixée par l'USRRC, adoptant une ligne totalement opposée à l'IMSA désormais organisateur de l'American Le Mans Series. La politique du Grand-Am permet de conserver des grilles de départ bien garnies, mais les puristes du sport de haut niveau grincent des dents en constatant la faiblesse qualitative du plateau, notamment des prototypes, censés être la catégorie reine. À tel point qu'en 2000 et 2001, les « protos » sont battus par les meilleures GT (la Dodge Viper d'Oreca en 2000 et la Chevrolet Corvette C5-R en 2001).
Fin 2002, le Grand-Am réagit et radicalise sa conception de l'endurance ; les prototypes traditionnels sont bannis (les GT les plus évoluées connaitront le même sort une année plus tard) tandis qu'est créée une toute nouvelle catégorie de prototypes ; les Daytona Prototypes (ou DP), des machines à la conception très simple et financièrement très abordables. Acceptés uniquement dans le cadre du championnat Grand-Am, les DP contribuent à l'isolation des 24 Heures de Daytona sur la scène sportive internationale. Mais après des débuts laborieux en 2003 (défaits par une Porsche GT), les DP se multiplient au départ et dominent l'épreuve. Si une frange des amateurs de sport automobile boude l'épreuve (les DP sont des voitures peu performantes, peu spectaculaires et peu travaillées aérodynamiquement, ce qui leur confère une esthétique douteuse, surtout comparées à la sophistication des prototypes vus en ALMS et aux 24 Heures du Mans), plusieurs signaux positifs valident les choix des organisateurs ; le plateau est bien garni, riche en pilotes célèbres (présence massive des stars de la NASCAR, ainsi que des têtes d'affiche du Champ Car et de l'IndyCar Series). L'absence de constructeur dominant assure un véritable suspense sportif.

Ancien logo de l'épreuve.

## Nom de l'épreuve
S'il est d'usage de continuer à appeler la course les « 24 Hours of Daytona » (les 24 Heures de Daytona), le nom officiel a évolué au cours des dernières années au gré des sponsors de la course. L'épreuve a ainsi pris le nom de « 24 Hour Pepsi Challenge » entre 1978 et 1983, de « SunBank 24 at Daytona » entre 1984 et 1991 et de « Rolex 24 at Daytona » depuis 1992. Les vainqueurs de chaque catégorie reçoivent comme prix une montre Rolex Cosmograph Daytona portant le logo et l'année de la course gravés sur le dos.

## Palmarès
| 3 Heures de Daytona  | |                                                  |                                                  |                                                  |                                                                |                                                  |                                                  |
| 1962                 | Dan Gurney | Lotus 19 B-Climax                                | Frank Arciero                                    | 502,791 km                                       | Championnat du monde des voitures de sport                     |                                                  |                                                  |
| 1963                 | Pedro Rodríguez                                                                                                | Ferrari 250 GTO                                  | North American Racing Team                       | 494,551 km                                       | Championnat du monde des voitures de sport                     |                                                  |                                                  |
| 2 000 km de Daytona  | |                                                  |                                                  |                                                  |                                                                |                                                  |                                                  |
| 1964                 | Pedro Rodríguez Phil Hill                                                                                      | Ferrari 250 GTO                                  | North American Racing Team                       | 2 000 km                                         | Championnat du monde des voitures de sport                     |                                                  |                                                  |
| 1965                 | Ken Miles Lloyd Ruby                                                                                           | Ford GT40 Mk II                                  | Shelby-American Inc.                             | 2 000 km                                         | Championnat du monde des voitures de sport                     |                                                  |                                                  |
| 24 Heures de Daytona | |                                                  |                                                  |                                                  |                                                                |                                                  |                                                  |
| 1966                 | Ken Miles Lloyd Ruby                                                                                           | Ford GT40 Mk II                                  | Shelby-American Inc.                             | 4 157,222 km                                     | Championnat du monde des voitures de sport                     |                                                  |                                                  |
| 1967                 | Lorenzo Bandini Chris Amon                                                                                     | Ferrari 330P4                                    | SpA Ferrari SEFAC                                | 4 083,646 km                                     | Championnat du monde des voitures de sport                     |                                                  |                                                  |
| 1968                 | Vic Elford Jochen Neerpasch Jo Siffert Rolf Stommelen Hans Herrmann                                            | Porsche 907                                      | Porsche System Engineering                       | 4 126,567 km                                     | Championnat du monde des voitures de sport                     |                                                  |                                                  |
| 1969                 | Mark Donohue Chuck Parsons                                                                                     | Lola T70-Chevrolet                               | Roger Penske Sunuco Racing                       | 3 838,382 km                                     | Championnat du monde des voitures de sport                     |                                                  |                                                  |
| 1970                 | Pedro Rodríguez Leo Kinnunen Brian Redman                                                                      | Porsche 917 K                                    | J.W. Automotive Engineering                      | 4 439,279 km                                     | Championnat du monde des voitures de sport                     |                                                  |                                                  |
| 1971                 | Pedro Rodríguez Jackie Oliver                                                                                  | Porsche 917 K                                    | J.W. Automotive Engineering                      | 4 218,542 km                                     | Championnat du monde des voitures de sport                     |                                                  |                                                  |
| 6 Heures de Daytona  | |                                                  |                                                  |                                                  |                                                                |                                                  |                                                  |
| 1972                 | Mario Andretti Jacky Ickx                                                                                      | Ferrari 312 P                                    | SpA Ferrari SEFAC                                | 1 189,531 km                                     | Championnat du monde des voitures de sport                     |                                                  |                                                  |
| 24 Heures de Daytona | |                                                  |                                                  |                                                  |                                                                |                                                  |                                                  |
| 1973                 | Peter Gregg Hurley Haywood                                                                                     | Porsche 911 Carrera                              | Brumos Porsche                                   | 4 108,172 km                                     | Championnat du monde des voitures de sport                     |                                                  |                                                  |
| 1974                 | Épreuve annulée en raison de la crise pétrolière                                                               | Épreuve annulée en raison de la crise pétrolière | Épreuve annulée en raison de la crise pétrolière | Épreuve annulée en raison de la crise pétrolière | Épreuve annulée en raison de la crise pétrolière               | Épreuve annulée en raison de la crise pétrolière | Épreuve annulée en raison de la crise pétrolière |
| 1975                 | Peter Gregg Hurley Haywood                                                                                     | Porsche 911 Carrera RSR                          | Brumos Porsche                                   | 4 194,015 km                                     | Championnat du monde des voitures de sport Championnat IMSA GT |                                                  |                                                  |
| 1976                 | Peter Gregg Brian Redman John Fitzpatrick                                                                      | BMW 3.0 CSL                                      | BMW North America                                | 3 368,035 km                                     | Championnat IMSA GT                                            |                                                  |                                                  |
| 1977                 | Hurley Haywood John Graves Dave Helmick                                                                        | Porsche Carrera RSR                              | Ecurie Escargot                                  | 4 208,499 km                                     | Championnat du monde des voitures de sport Championnat IMSA GT |                                                  |                                                  |
| 1978                 | Peter Gregg Rolf Stommelen Toine Hezemans                                                                      | Porsche 935 Turbo                                | Brumos Porsche                                   | 4 202,319 km                                     | Championnat du monde des voitures de sport Championnat IMSA GT |                                                  |                                                  |
| 1979                 | Hurley Haywood Ted Field Danny Ongais                                                                          | Porsche 935 Turbo                                | Interscope Racing                                | 4 227,039 km                                     | Championnat du monde des voitures de sport Championnat IMSA GT |                                                  |                                                  |
| 1980                 | Rolf Stommelen Volkert Merl Reinhold Joest                                                                     | Porsche 935 Turbo                                | L&M Joest Racing                                 | 4 418,615 km                                     | Championnat du monde des voitures de sport Championnat IMSA GT |                                                  |                                                  |
| 1981                 | Bobby Rahal Brian Redman Bob Garretson                                                                         | Porsche 935 Turbo                                | Garretson Racing/Style Auto                      | 4 375,355 km                                     | Championnat du monde des voitures de sport Championnat IMSA GT |                                                  |                                                  |
| 1982                 | John Paul Sr. John Paul Jr. Rolf Stommelen                                                                     | Porsche 935 Turbo                                | JLP Racing                                       | 4 443,334 km                                     | Championnat IMSA GT                                            |                                                  |                                                  |
| 1983                 | A.J. Foyt Preston Henn Bob Wollek Claude Ballot-Léna                                                           | Porsche 935 Turbo                                | Henn's Swap Shop Racing                          | 3 819,167 km                                     | Championnat IMSA GT                                            |                                                  |                                                  |
| 1984                 | Sarel van der Merwe Tony Martin (en) Graham Duxbury (en)                                                       | March-Porsche 84G                                | Kreepy Krauly Racing                             | 3 986,023 km                                     | Championnat IMSA GT                                            |                                                  |                                                  |
| 1985                 | A.J. Foyt Bob Wollek Al Unser Thierry Boutsen                                                                  | Porsche 962                                      | Henn's Swap Shop Racing                          | 4 027,673 km                                     | Championnat IMSA GT                                            |                                                  |                                                  |
| 1986                 | Al Holbert Derek Bell Al Unser Jr.                                                                             | Porsche 962                                      | Löwenbräu Holbert Racing                         | 4 079,236 km                                     | Championnat IMSA GT                                            |                                                  |                                                  |
| 1987                 | Al Holbert Derek Bell Chip Robinson Al Unser Jr.                                                               | Porsche 962                                      | Löwenbräu Holbert Racing                         | 4 314,136 km                                     | Championnat IMSA GT                                            |                                                  |                                                  |
| 1988                 | Raul Boesel Martin Brundle John Nielsen                                                                        | Jaguar XJR-9                                     | Castrol Jaguar Racing (Tom Walkinshaw Racing)    | 4 170,905 km                                     | Championnat IMSA GT                                            |                                                  |                                                  |
| 1989                 | John Andretti Derek Bell Bob Wollek                                                                            | Porsche 962                                      | Miller/BF Goodrich Busby Racing                  | 3 557,873 km                                     | Championnat IMSA GT                                            |                                                  |                                                  |
| 1990                 | Davy Jones Jan Lammers Andy Wallace                                                                            | Jaguar XJR-12                                    | Castrol Jaguar Racing (Tom Walkinshaw Racing)    | 4 359,970 km                                     | Championnat IMSA GT                                            |                                                  |                                                  |
| 1991                 | Hurley Haywood John Winter Frank Jelinski Henri Pescarolo Bob Wollek                                           | Porsche 962C                                     | Joest Racing                                     | 4 119,341 km                                     | Championnat IMSA GT                                            |                                                  |                                                  |
| 1992                 | Masahiro Hasemi Kazuyoshi Hoshino Toshio Suzuki                                                                | Nissan R91                                       | Nissan Motorsports Intl.                         | 4 365,700 km                                     | Championnat IMSA GT                                            |                                                  |                                                  |
| 1993                 | P.J. Jones (en) Mark Dismore (en) Rocky Moran (en)                                                             | Eagle-Toyota Mk. III                             | All American Racers                              | 3 999,027 km                                     | Championnat IMSA GT                                            |                                                  |                                                  |
| 1994                 | Paul Gentilozzi Scott Pruett Butch Leitzinger Steve Millen (en)                                                | Nissan 300ZXT                                    | Cunningham Racing                                | 4 050,090 km                                     | Championnat IMSA GT                                            |                                                  |                                                  |
| 1995                 | Jürgen Lässig Christophe Bouchut Giovanni Lavaggi Marco Werner                                                 | Kremer-Porsche K8 Spyder                         | Kremer Racing                                    | 3 953,192 km                                     | Championnat IMSA GT                                            |                                                  |                                                  |
| 1996                 | Wayne Taylor Scott Sharp Jim Pace                                                                              | Riley & Scott-Oldsmobile                         | Doyle Racing                                     | 3 993,298 km                                     | Championnat IMSA GT                                            |                                                  |                                                  |
| 1997                 | Rob Dyson (en) James Weaver Butch Leitzinger Andy Wallace Elliott Forbes-Robinson John Paul Jr. John Schneider | Riley & Scott-Ford MK-III                        | Dyson Racing                                     | 3 953,192 km                                     | Championnat IMSA GT                                            |                                                  |                                                  |
| 1998                 | Mauro Baldi Arie Luyendyk Giampiero Moretti                                                                    | Ferrari 333 SP                                   | Doran-Moretti Racing                             | 4 073,507 km                                     | United States Road Racing Championship                         |                                                  |                                                  |
| 1999                 | Elliott Forbes-Robinson Butch Leitzinger Andy Wallace                                                          | Riley & Scott-Ford                               | Dyson Racing Team                                | 4 056,319 km                                     | United States Road Racing Championship                         |                                                  |                                                  |
| 2000                 | Olivier Beretta Dominique Dupuy Karl Wendlinger                                                                | Dodge Viper GTS-R                                | Viper Team Oreca                                 | 4 142,258 km                                     | Grand American Road Racing Championship                        |                                                  |                                                  |
| 2001                 | Ron Fellows Chris Kneifel Franck Fréon Johnny O'Connell                                                        | Chevrolet Corvette C5-R                          | Corvette Racing                                  | 3 758,398 km                                     | Grand American Road Racing Championship                        |                                                  |                                                  |
| 2002                 | Didier Theys Fredy Lienhard Max Papis Mauro Baldi                                                              | Dallara-Judd                                     | Doran Lista Racing                               | 4 102,153 km                                     | Rolex Sports Car Series                                        |                                                  |                                                  |
| 2003                 | Kevin Buckler Michael Schrom Timo Bernhard Jörg Bergmeister                                                    | Porsche 911 GT3 RS (996)                         | The Racer's Group                                | 3 981,839 km                                     | Rolex Sports Car Series                                        |                                                  |                                                  |
| 2004                 | Christian Fittipaldi Terry Borcheller Forest Barber Andy Pilgrim                                               | Doran JE4-Pontiac                                | Bell Motorsports                                 | 3 013,980 km                                     | Rolex Sports Car Series                                        |                                                  |                                                  |
| 2005                 | Max Angelelli Wayne Taylor Emmanuel Collard                                                                    | Riley Mk XI-Pontiac                              | SunTrust Racing                                  | 4 068,300 km                                     | Rolex Sports Car Series                                        |                                                  |                                                  |
| 2006                 | Scott Dixon Dan Wheldon Casey Mears                                                                            | Riley Mk XI-Lexus                                | Chip Ganassi Racing                              | 4 205,820 km                                     | Rolex Sports Car Series                                        |                                                  |                                                  |
| 2007                 | Juan Pablo Montoya Scott Pruett Salvador Duran                                                                 | Riley Mk XI-Lexus                                | Chip Ganassi Racing                              | 3 826,972 km                                     | Rolex Sports Car Series                                        |                                                  |                                                  |
| 2008                 | Juan Pablo Montoya Scott Pruett Memo Rojas Dario Franchitti                                                    | Riley Mk XI-Lexus                                | Chip Ganassi Racing                              | 3 981,839 km                                     | Rolex Sports Car Series                                        |                                                  |                                                  |
| 2009                 | David Donohue Antonio Garcia Darren Law Buddy Rice                                                             | Riley Mk XI-Porsche                              | Brumos Racing                                    | 4 210,109 km                                     | Rolex Sports Car Series                                        |                                                  |                                                  |
| 2010                 | João Barbosa Terry Borcheller Ryan Dalziel Mike Rockenfeller                                                   | Riley Mk XI-Porsche                              | Action Express Racing                            | 4 325,595 km                                     | Rolex Sports Car Series                                        |                                                  |                                                  |
| 2011                 | Joey Hand Scott Pruett Memo Rojas Graham Rahal                                                                 | Riley Mk XI-BMW                                  | Chip Ganassi Racing                              | 4 125,600 km                                     | Rolex Sports Car Series                                        |                                                  |                                                  |
| 2012                 | A. J. Allmendinger Oswaldo Negri John Pew Justin Wilson                                                        | Riley Mk XXVI-Ford                               | Michael Shank Racing                             | 4 359,769 km                                     | Rolex Sports Car Series                                        |                                                  |                                                  |
| 2013                 | Charlie Kimball Scott Pruett Memo Rojas Juan Pablo Montoya                                                     | Riley Mk XXVI-BMW                                | Chip Ganassi Racing                              | 4 062,05 km                                      | Rolex Sports Car Series                                        |                                                  |                                                  |
| 2014                 | João Barbosa Christian Fittipaldi Sébastien Bourdais                                                           | Corvette DP                                      | Action Express Racing                            | 3 981,839 km                                     | United SportsCar Championship                                  |                                                  |                                                  |
| 2015                 | Scott Dixon Tony Kanaan Kyle Larson Jamie McMurray                                                             | Riley Mk XXVI-Ford                               | Chip Ganassi Racing                              | 4 239,656 km                                     | United SportsCar Championship                                  |                                                  |                                                  |
| 2016                 | Ed Brown Johannes van Overbeek Scott Sharp Pipo Derani                                                         | Ligier JS P2-HPD                                 | Extreme Speed Motorsports                        | 4 216,739 km                                     | WeatherTech SportsCar Championship                             |                                                  |                                                  |
| 2017                 | Max Angelelli Jeff Gordon Jordan Taylor Ricky Taylor                                                           | Cadillac DPi-V.R                                 | Wayne Taylor Racing                              | 3 776,07 km                                      | WeatherTech SportsCar Championship                             |                                                  |                                                  |
| 2018                 | João Barbosa Filipe Albuquerque Christian Fittipaldi                                                           | Cadillac DPi-V.R                                 | Mustang Sampling Racing                          | 4 629,84 km                                      | WeatherTech SportsCar Championship                             |                                                  |                                                  |
| 2019                 | Jordan Taylor Renger van der Zande Kamui Kobayashi Fernando Alonso                                             | Cadillac DPi-V.R                                 | Wayne Taylor Racing                              | 3 397,89 km                                      | WeatherTech SportsCar Championship                             |                                                  |                                                  |
| 2020                 | Ryan Briscoe Scott Dixon Kamui Kobayashi Renger van der Zande                                                  | Cadillac DPi-V.R                                 | Wayne Taylor Racing                              | 4 772,48 km                                      | WeatherTech SportsCar Championship                             |                                                  |                                                  |
| 2021                 | Filipe Albuquerque Hélio Castroneves Alexander Rossi Ricky Taylor                                              | Acura ARX-05                                     | Wayne Taylor Racing                              | 4 623,52 km                                      | WeatherTech SportsCar Championship                             |                                                  |                                                  |
| 2022                 | Tom Blomqvist Hélio Castroneves Oliver Jarvis Simon Pagenaud                                                   | Acura ARX-05                                     | Meyer Shank Racing avec Curb Agajanian           | 4 359,01 km                                      | WeatherTech SportsCar Championship                             |                                                  |                                                  |
| 2023                 | Tom Blomqvist Hélio Castroneves Colin Braun Simon Pagenaud                                                     | Acura ARX-06                                     | Meyer Shank Racing avec Curb Agajanian           | 4 486,01 km                                      | WeatherTech SportsCar Championship                             |                                                  |                                                  |
| 2024                 | Dane Cameron Felipe Nasr Matt Campbell Josef Newgarden                                                         | Porsche 963                                      | Porsche Penske Motorsports                       | 4 532,43 km                                      | WeatherTech SportsCar Championship                             |                                                  |                                                  |

## Records et statistiques

### Nombre de victoires par constructeurs
| Nombre de victoires | Constructeur  | Années |
| ------------------- | ------------- | --- |
| 19                  | Porsche       | 1968, 1970, 1971, 1973, 1975, 1977, 1978, 1979, 1980, 1981, 1982, 1983, 1985, 1986, 1987, 1989, 1991, 2003, 2024 |
| 10                  | Riley         | 2005, 2006, 2007, 2008, 2009, 2010, 2011, 2012, 2013, 2015                                                       |
| 5                   | Ferrari       | 1963, 1964, 1967, 1972, 1998                                                                                     |
| 4                   | Cadillac      | 2017, 2018, 2019, 2020                                                                                           |
| 3                   | Riley & Scott | 1996, 1997, 1999                                                                                                 |
| 3                   | Acura         | 2021, 2022, 2023                                                                                                 |
| 2                   | Ford          | 1965, 1966 |
| 2                   | Jaguar        | 1988, 1990 |
| 2                   | Nissan        | 1992, 1994 |
| 2                   | Chevrolet     | 2001, 2014 |
| 1                   | BMW           | 1975 |
| 1                   | Dallara       | 2002 |
| 1                   | Dodge         | 2000 |
| 1                   | Doran         | 2004 |
| 1                   | Kremer        | 1995 |
| 1                   | Ligier        | 2016 |
| 1                   | Lola          | 1969 |
| 1                   | Lotus         | 1962 |
| 1                   | March         | 1984 |
| 1                   | Toyota        | 1993 |

### Nombre de victoires par motoriste
| Nombre de victoires | Constructeur  | Années |
| ------------------- | ------------- | --- |
| 23                  | Porsche       | 1968, 1970, 1971, 1973, 1975, 1977, 1978, 1979, 1980, 1981, 1982, 1983, 1985, 1986, 1987, 1989, 1991, 2003, 2024 |
| 6                   | Ford          | 1965,1966,1996,1997                                                                                              |
| 5                   | Ferrari       | 1963, 1964, 1967, 1972, 1998                                                                                     |
| 4                   | Cadillac      | 2017, 2018, 2019, 2020                                                                                           |
| 3                   | Riley & Scott | 1996, 1997, 1999                                                                                                 |
| 3                   | Acura         | 2021, 2022, 2023                                                                                                 |
| 2                   | Ford          | 1965, 1966 |
| 2                   | Jaguar        | 1988, 1990 |
| 2                   | Nissan        | 1992, 1994 |
| 2                   | Chevrolet     | 2001, 2014 |
| 1                   | BMW           | 1975 |
| 1                   | Dallara       | 2002 |
| 1                   | Dodge         | 2000 |
| 1                   | Kremer        | 1995 |
| 1                   | Ligier        | 2016 |
| 1                   | Lola          | 1969 |
| 1                   | Lotus         | 1962 |
| 1                   | March         | 1984 |
| 1                   | Toyota        | 1993 |

### Nombre de victoires par pilotes
| Nombre de victoires | Pilote               | Années                       |
| ------------------- | -------------------- | ---------------------------- |
| 5                   | Hurley Haywood       | 1973, 1975, 1977, 1979, 1991 |
| 5                   | Scott Pruett         | 1994, 2007, 2008, 2011, 2013 |
| 4                   | Peter Gregg          | 1973, 1975, 1976, 1978       |
| 4                   | Pedro Rodríguez      | 1963, 1964, 1970, 1971       |
| 4                   | Rolf Stommelen       | 1968, 1978, 1980, 1982       |
| 4                   | Bob Wollek           | 1983, 1985, 1989, 1991       |
| 3                   | João Barbosa         | 2010, 2014, 2018             |
| 3                   | Derek Bell           | 1986, 1987, 1989             |
| 3                   | Scott Dixon          | 2006, 2015, 2020             |
| 3                   | Christian Fittipaldi | 2004, 2014, 2018             |
| 3                   | Butch Leitzinger     | 1994, 1997, 1999             |
| 3                   | Juan Pablo Montoya   | 2007, 2008, 2013             |
| 3                   | Brian Redman         | 1970, 1976, 1981             |
| 3                   | Memo Rojas           | 2008, 2011, 2013             |
| 3                   | Andy Wallace         | 1990, 1997, 1999             |
| 3                   | Hélio Castroneves    | 2021, 2022, 2023             |